# 潮江天満宮
潮江天満宮（うしおえてんまんぐう）は、高知県高知市天神町にある神社。旧社格は県社で、現在は別表神社。
「潮江天満宮」は通称であり、正式名称は「天満宮」。市南半分の産土神であり、高知市の中心部に鎮座することもあって、初詣では土佐国一宮の土佐神社をしのぎ市内最多の参拝者を集める。

## 祭神
主祭神
- 菅原道真公
- 高視朝臣 - 道真嫡男の菅原高視（たかみ）。
- 北の御方

相殿神
- 天穂日命 - 菅原氏の祖神。
- 大海津見神 （大綿津見神に同じ）

## 歴史

### 創建
昌泰4年（901年）の昌泰の変による菅原道真の左遷に伴い、その息子である大学頭兼右少弁菅原高視も土佐権守に任官されて左遷され、土佐国潮江に居住した。高視邸跡は昔は「小判畑」と呼ばれており、現在は石碑が建てられている。邸跡のある山は高視の名前から「高見山」（筆山の奥の山、正式名は皿ヶ峰）と呼ばれ、麓には現在も高見町という町名が残っている。
延喜3年（903年）に道真が薨去し、その御璽（御鏡、紫御袍、神息の御神剣）観音像が2年後に高視の元へ届けられたので、それらを祀ったのが創祀とされる。

なお、この際届けたのが道真公侍臣の渡会春彦（白太夫）であり、長岡郡大津村（現 高知市大津）の霊松山雲門寺において病を発し、延喜5年（905年）12月9日高視に会うことなく同地で没したと伝わる。その後遺品は他の者により届けられた。現在も岩崎山（大津北浦）には、その墓（奥津城）が残り白太夫神社が建てられている。
その後、京で数々の異変があったこともあり、高視は延喜6年（906年）京へ戻り従五位上に叙され大学頭に復帰している。 

### 概史
長宗我部氏の時代・宮地正勝（若左衛門）が祭祀職を務め以来、1871年（明治4年）の太政官布告によって社家が廃止されるまで、代々その子孫が神主職（宮司職）を世襲した。宮地正勝の子孫には、坂本龍馬や沢辺琢磨、山本信敬、宮地信貞、宮地茂春、谷干城らがいる。
江戸時代、土佐藩主山内氏の菩提寺（真如寺）を築くにあたって廃社寸前の所、
宮地若左衛門の子息・宮地平兵衛が私財を投じて、天満宮の社殿を慶長11年9月に自力建立し再興したと言われる。
明治6年（1873年）県社に列格し、明治35年（1902年）の菅原道真一千年祭にあたって大幅な修築が行われている。本殿は大東亜戦争の際に敵機の空襲に罹り焼失。戦後は神社本庁の別表神社に列している。

## 境内
境内は筆山の麓、鏡川と挟まれた地に建つ。鏡川右岸に沿うようにあり、川の下流側である東側が入口となる。本殿は入口同様東面しているが、参道はS字に折れている。すなわち、参道は入口からしばらく西に向かったあと左に直角に折れ、楼門をくぐったのち今度は右に直角に折れる。境内には他の天満宮同様、多くの老梅がある。
社殿のうち楼門は、嘉永6年（1853年）の造営。1887年（明治20年）に修築されており、三間一戸入母屋造、銅板葺で、高知市指定有形文化財に指定されている。
また境内左手の鏡川堤防上に立つクスノキは、樹高25メートル、目通り幹囲7.5メートルを測る。推定樹齢は300年以上。このクスノキは「天神のクスノキ」として高知市指定天然記念物に指定されている。また、境内は特別天然記念物ミカドアゲハの保護のため、筆山町要法寺境内・潮江中学校校庭とともに「高知市のミカドアゲハ及びその生息地」に登録されている。

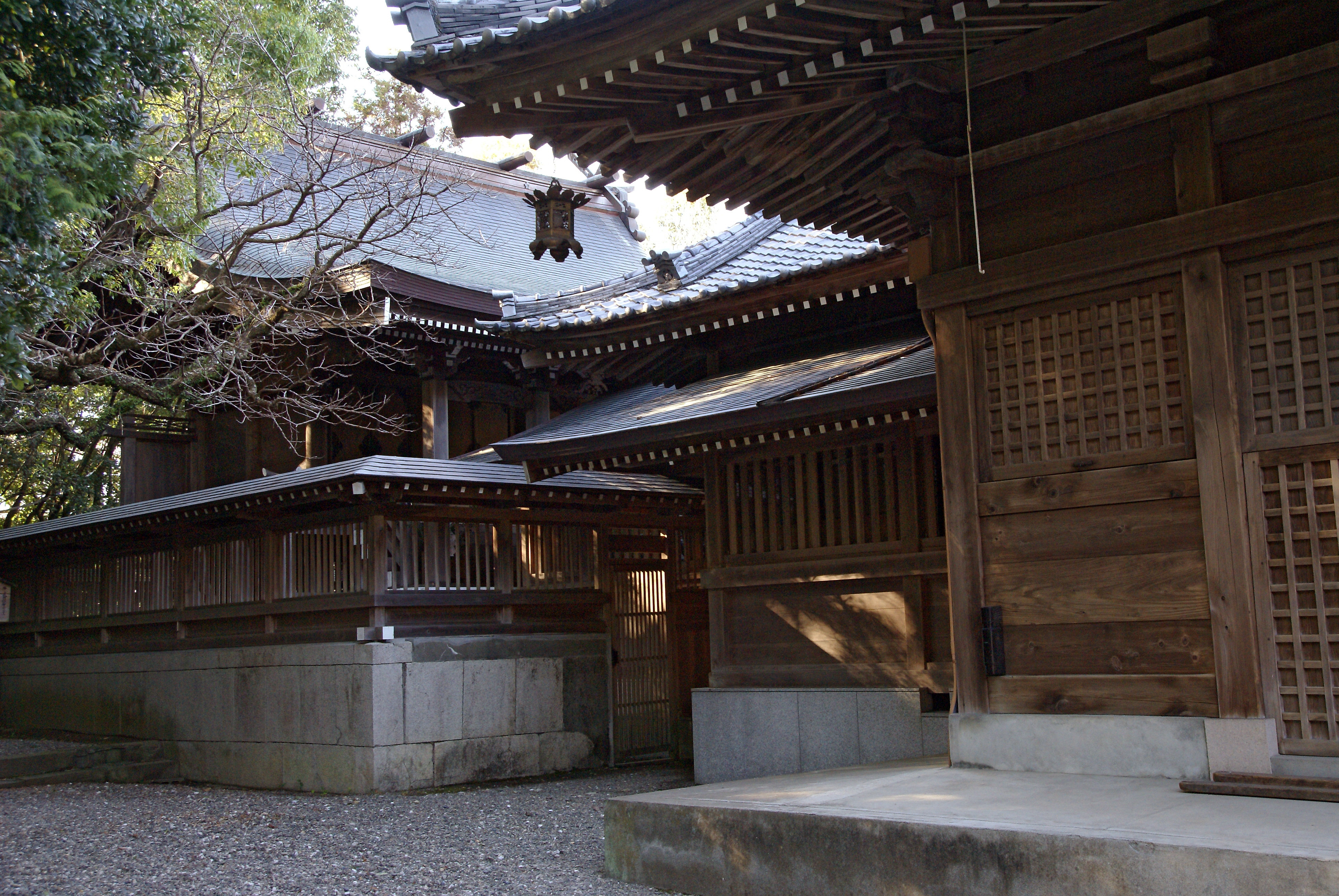
本殿
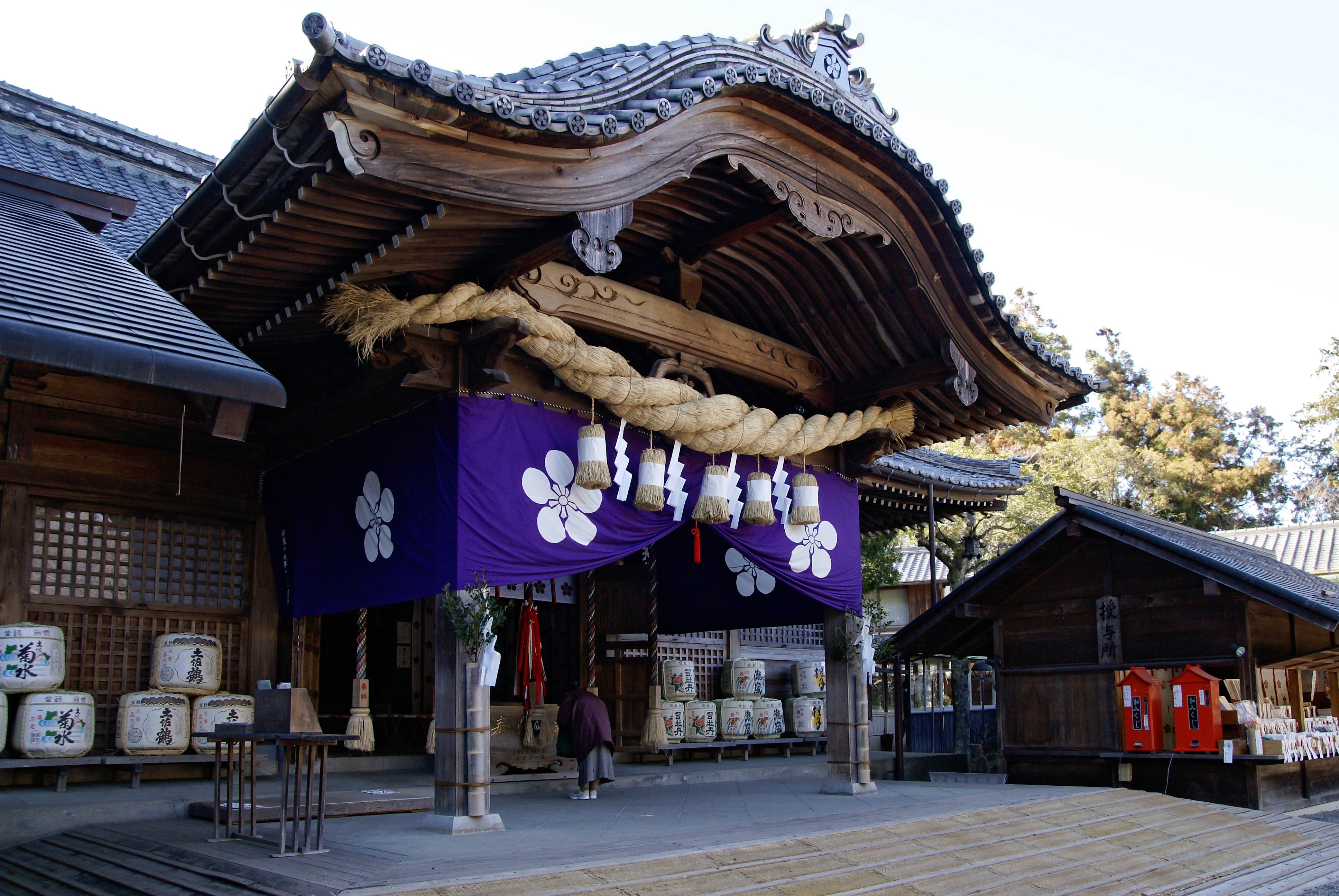
拝殿
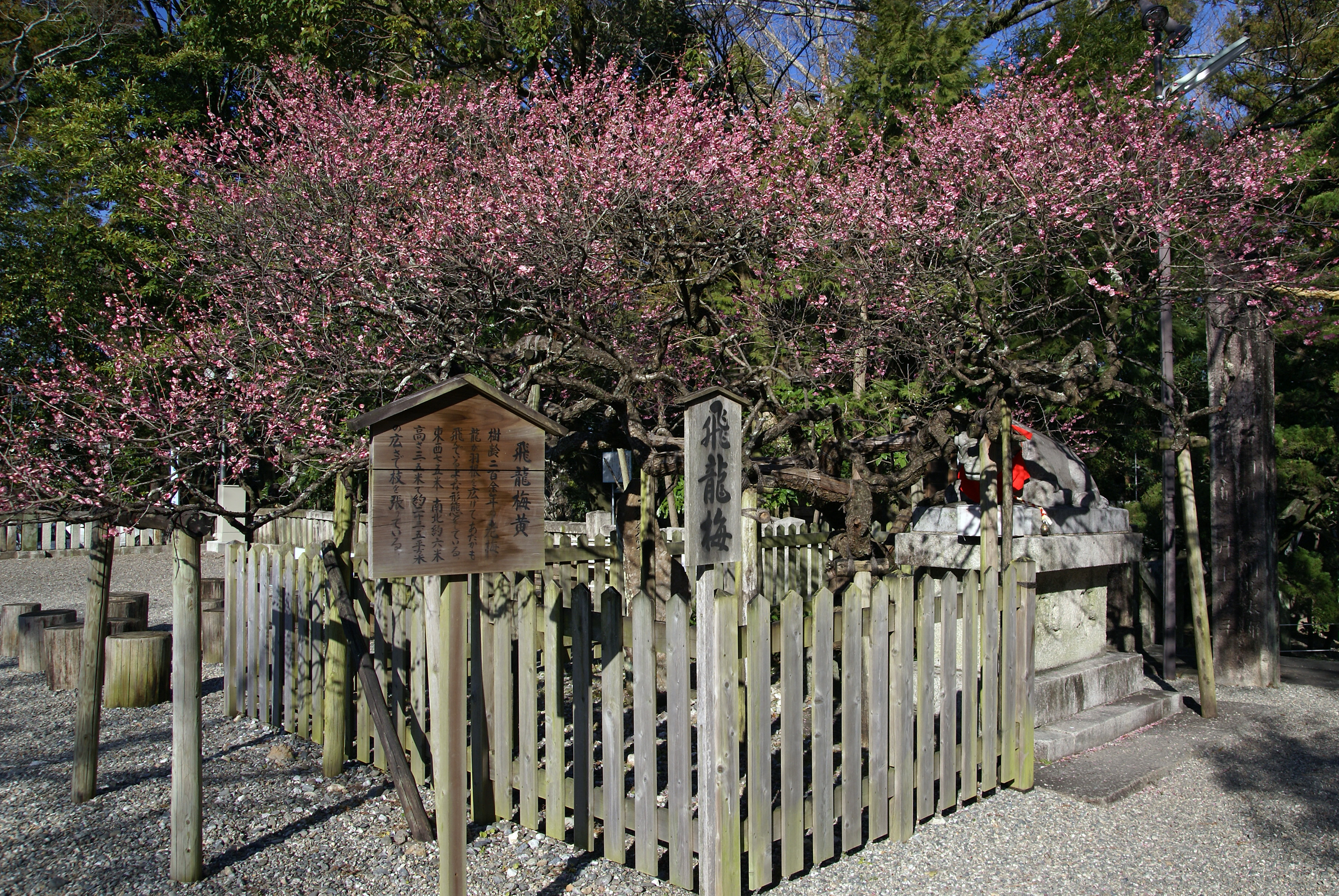
飛龍梅
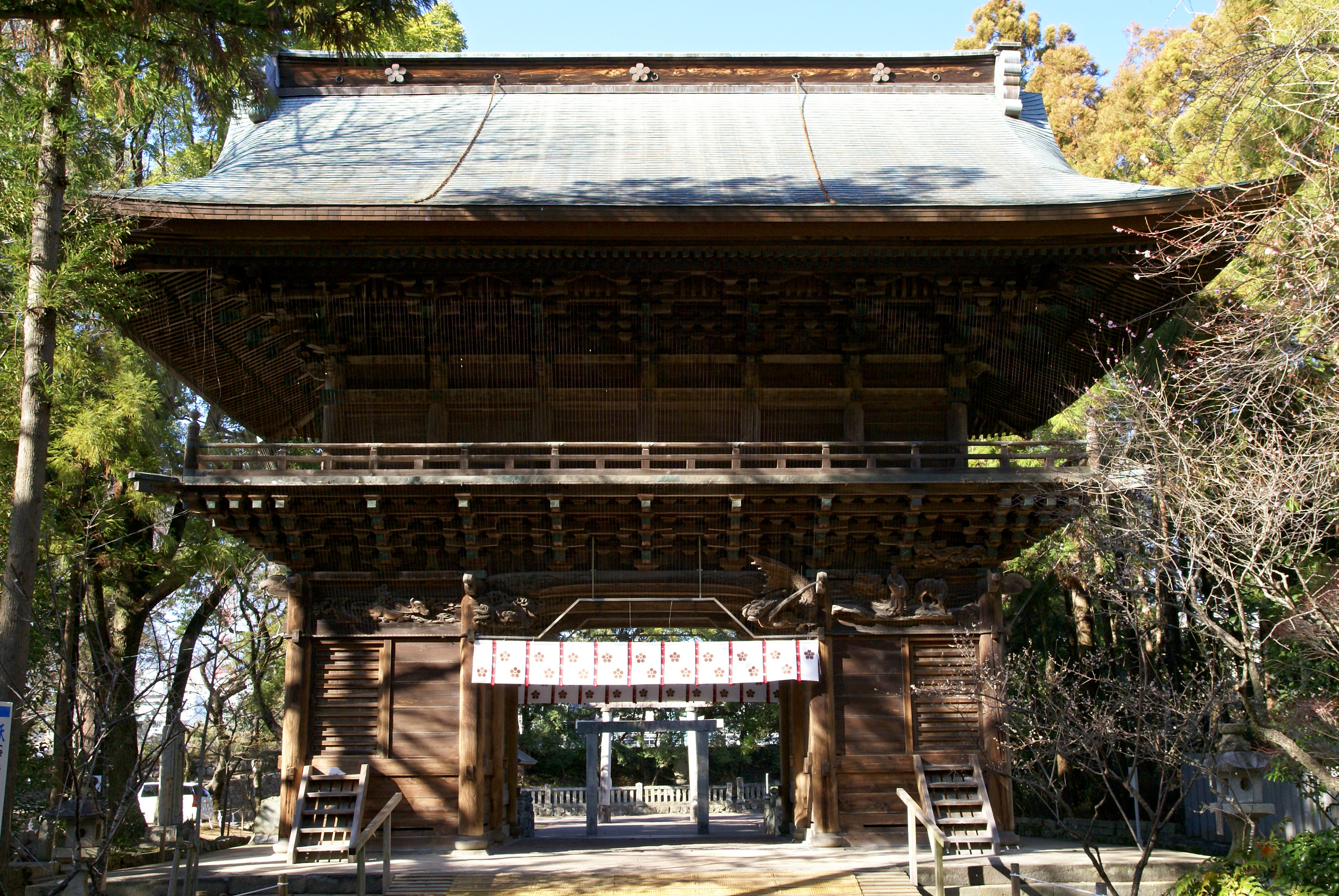
楼門（高知市指定文化財）

## 摂末社
- 白太夫社
  - 祭神：松本春彦（渡会春彦）。祭日：2月25日、7月22日、11月18日・19日

祭神は菅原道真の侍臣で、「菅原伝授手習鑑」の白太夫として著名。
- 若栄社（わかえしゃ）
  - 祭神：菅公陪従の諸霊と宮地正勝（若左衛門）。祭日：2月25日、7月22日、11月18日・19日
- 早良宮
元は高知市唐人町にあったが、同地に藩主山内氏の別邸を築くにあたって鷹匠町藤並神社内に遷されたのち、明治3年（1870年）3月当地に遷された。
- 島崎神社
  - 祭神：島崎道和（道久）。祭日：2月25日、7月22日、11月18日・19日

寛政6年（1794年）10月勧請。島崎道和は当社近くに住んでいた人物で、当社を篤く崇敬したため祀られた。
- 大山祇神社
  - 祭神：大山祇命。祭日：2月25日、7月22日、11月18日・19日。旧暦20日に月例祭。

手箱山より勧請。
- 幡龍宮
神池のほとりに龍神が祀られている。

## 文化財

### 高知市指定文化財
- 有形文化財
  - 潮江天満宮楼門（建造物） - 昭和42年2月3日指定。
- 天然記念物
  - 天神町のオオクスノキ -  昭和42年2月3日指定。

## 現地情報
所在地
- 高知県高知市天神町19番20号

交通アクセス
- 鉄道：とさでん交通伊野線 大橋通停留場 （南方向へ徒歩約12分）

周辺
- 筆山
- 鏡川
天神大橋 - 真如寺の山内家廟の為に元和年間に架けられ、当初は「真如寺橋」の名であった。8代藩主豊敷の代で潮江天満宮にちなみ改称[1]。
- 真如寺